# Eritrichium incanum
Eritrichium incanum är en strävbladig växtart som först beskrevs av Turczaninow, och fick sitt nu gällande namn av A. Dc. Eritrichium incanum ingår i släktet Eritrichium och familjen strävbladiga växter. Utöver nominatformen finns också underarten E. i. maackii.